# Tumorzentrum Aachen
Das Tumorzentrum Aachen e. V. ist eine Einrichtung zur Förderung und Erforschung neuer Therapieansätze zur Bekämpfung und Prävention von Krebs und Tumoren.

## Arbeit
Die gemeinnützige Einrichtung wurde 1979 am Universitätsklinikum Aachen gegründet und war ein Zusammenschluss von allen 20 Krankenhäusern der Metropolregion, um die Krebsversorgung von einer Million Menschen zu gewährleisten, und leistete insbesondere im Bereich Brustkrebs Pionierarbeit. Das Tumorzentrum Aachen setzte unter anderem 1999 erstmals in Deutschland ein sogenanntes Mammobil ein, um die Früherkennung von Brustkrebs mithilfe mobiler Mammographie zu verbessern, da in Deutschland die Tumoren in einem späteren Stadium entdeckt wurden als im umliegenden Ausland, was viele verschlechterte Krankheitsverläufe und Todesfälle nach sich zog, die durch frühere Erkennung vermeidbar gewesen wären.
Seit 2007 wird das Tumorzentrum Aachen durch das Universitätsklinikum Aachen und seine angeschlossenen Lehrkrankenhäuser Marienhospital Aachen und Luisenhospital Aachen (sowie seit 2017 ergänzt um das Rhein-Maas Klinikum und um die Städteregion Aachen) gemeinsam getragen. Es wird gefördert durch den gemeinnützigen Förderkreis Tumorzentrum Aachen e. V. und berät Betroffene und ihre Angehörige über mögliche Therapien und Nachsorgen und arbeitet interdisziplinär und überregional mit Spezialisten, Krankenhäusern und Therapieeinrichtungen zusammen. Überdies überprüft es Behandlungsweisen, klärt in Kampagnen über Krebs- und Tumorprävention auf und publiziert aktuelle wissenschaftliche Erkenntnisse über neueste Therapien und führt ein Krebsregister mit statistischen Daten aller Erkrankten der Umgebung.
Das Tumorzentrum Aachen ist organisiert im „Centrum für Integrierte Onkologie (CIO) Aachen Bonn Köln Düsseldorf“ des „Netzwerks Onkologische Spitzenzentren“ der Deutschen Krebshilfe. Es ist Mitglied in der „Arbeitsgemeinschaft Deutscher Tumorzentren.“ Darüber hinaus kooperiert das Tumorzentrum Aachen mit dem Epidemiologischen Krebsregister Nordrhein-Westfalen sowie mit den belgischen und niederländischen Krebsregistern und mit der europäischen Zertifizierungsstelle für Krebszentren, ferner mit dem Institut für Medizinische Informatik der Universität Gießen, mit der „Europäischen Fachgesellschaft für Brustkunde“ (EUSOMA), mit der „Europäischen Referenzorganisation für die Qualitätssicherung von Mammographie-Screening“ (EUREF) und mit dem „Collaborating Center for the Epidemiology and Prevention of Cardiovascular and other Chronic Diseases“ der Weltgesundheitsorganisation.

## Leitung

### Vorstand
- 1. Vorsitzender: Elmar Stickeler
- 1. Stellvertretender Vorsitzender: Axel Scherer
- 2. Stellvertretender Vorsitzender: Thomas Möllhoff
- Kaufm. Direktor: Peter Asché
- Stellvertretender ärztlicher Direktor: Karsten Junge

### Mitarbeiter
- Geschäftsführer: Reiner Krzoska
- Ärztliche Leitung: Angela Spelsberg

## Auszeichnungen
- 1996 – Erster Preis Gesundes Land Nordrhein-Westfalen[5]